# Canale 16 VHF
Il canale 16 VHF (156,8 MHz) è il canale utilizzato per effettuare le segnalazioni di soccorso e/o di emergenza in ambito marittimo; non deve essere utilizzato per nessun altro tipo di comunicazione.
Il canale 16 è utilizzato per la trasmissione di richieste di soccorso, come mayday, pan-pan e securité, o altri messaggi urgenti di sicurezza.

## Utilizzo
Il canale 16 è monitorato per 24 ore al giorno, 7 giorni su 7, dalle Stazioni Radio Costiere del Ministero dello sviluppo economico unitamente alla rete nazionale della guardia costiera. In aggiunta, tutte le navi devono monitorare il canale 16 VHF durante la navigazione in mare. La Guardia costiera ha il permesso di trasmettere brevi messaggi di sicurezza informativi sul canale. Nei primi tre minuti di ogni mezz'ora va mantenuto il silenzio radio sul canale 16, allo scopo di liberarlo da eventuali trasmissioni di disturbo.
Prima di trasmettere sul canale 16 è necessario essere stati in ascolto per un certo tempo, per assicurarsi che non ci siano altre trasmissioni attive, e la trasmissione deve essere breve (meno di un minuto); in genere la comunicazione continua su un altro canale, di norma suggerito dalla Guardia costiera.
Le richieste di soccorso per situazioni in cui vi sono persone in pericolo di vita vengono aperte con l'indicazione mayday; quando si inoltra un mayday di un'altra imbarcazione si inizia il messaggio con mayday relay. Per iniziare una richiesta di soccorso in una situazione non grave e non di pericolo di vita si usa l'espressione pan-pan, mentre per segnalare un pericolo nella navigazione si apre il messaggio con la parola securitè. Tutte queste espressioni vanno ripetute tre volte. Ad esempio:
Qui [nome nave], [nome nave], [nome nave]

Posizione [coordinate geografiche]

[aiuto richiesto]»
Oppure in inglese:
This is [nome nave], [nome nave], [nome nave]

Position [coordinate geografiche]

[aiuto richiesto]»
In caso di mancata risposta il messaggio va ripetuto.